# Johann Sebastian Mastropiero
Johann Sebastian Mastropiero es un compositor musical ficticio. Tiene su origen en el grupo de músicos y humoristas argentinos Les Luthiers quienes, en cada una de sus presentaciones, utilizan diversos personajes, entre los que destaca Mastropiero, quien aparece reiteradamente en sus espectáculos como autor de muchos de sus números musicales.
Además del nombre de Mastropiero, se ha referido a él con otros pseudónimos, tales como: Peter Illich, Wolfgang Amadeus y Etcétera Mastropiero (El lago encantado); Johann Severo Mastropiano y Klaus Müller (El zar...); Vaclav Cashorcheck (Sonatas para latín y piano, versión en inglés).

## Origen del personaje
Johann Sebastian Mastropiero es una sátira de los compositores clásicos, tomando los nombres del popular Johann Sebastian Bach y el apellido de un antiguo personaje inventado por Marcos Mundstock, llamado Freddy Mastropiero. Apareció por primera vez en el año 1968, en el programa televisivo Todos somos mala gente.

## Biografía ficticia
Se sospecha que nació un 7 de febrero, sin saberse el año, ni el siglo ni aun el lugar, diversos países se disputan su nacionalidad, sin que hasta el momento ninguno de ellos haya transigido en aceptarlo. Su nombre de pila, Johann Sebastian, es materia de discusión, ya que también fue conocido por otros nombres: Peter Illich, Wolfgang Amadeus, Etcétera (por ejemplo, firmó su tercera sinfonía como "Etcétera Mastropiero"). Se sabe que nació de madre italiana y que tuvo un hermano gemelo mafioso, llamado Harold Mastropiero residente en los Estados Unidos.
La vida de Johann Sebastian Mastropiero nunca fue rigurosamente documentada. Sus datos biográficos, no contrastados, dispersos y llenos de lagunas e incoherencias, hacen muy difícil escribir una biografía mínimamente completa. Sin embargo, se conocen muchas vicisitudes sobre hechos muy concretos de la vida del Maestro, normalmente, relacionados con la composición de algunas de sus obras. Como ejemplo cabría recordar cuando interpretó el tangum gloria de Mastropiero en el Vaticano. Un Gloria que hubo de componer apresuradamente a partir de las partituras de uno de sus tangos. Acomodó como pudo el texto en latín y le entregó a cada músico su parte. Cuando la obra fue interpretada ante el Sínodo, la sorpresa fue mayúscula. Los Obispos quedaron impresionados e indignados. Inmediatamente Mastropiero fue excomulgado, y la Guardia Suiza tiró por la ventana los instrumentos, las partituras y a Mastropiero.
A pesar de sus múltiples relaciones amorosas, tuvo durante un tiempo una relación estable con la condesa de Shortshot. Con ella tuvo varios hijos, cuyos apellidos significan lo mismo que el de su madre ("tiro corto") en distintos idiomas.
Su reputación como autor musical es esencialmente mala, como lo presenta el grupo que lo interpreta en la siguiente cita: "Toda vez que -por necesidades económicas- Mastropiero se vio obligado a componer música a pedido o por encargo, produjo obras mediocres e inexpresivas. Por el contrario, cuando sólo obedeció a su inspiración, jamás escribió una nota." Además, según señaló Marcos Mundstock en uno de sus espectáculos (y a pesar de los diversos números musicales diferentes de Mastropiero interpretados por Les Luthiers), sus obras solían poseer la misma música, diferenciándose solo en la letra. Mastropiero responde a una de las preguntas más importantes del planeta: '¿Se trataba de una broma el que justo cuando abriese la boca, sólo saliesen por ella culebras y espantapájaros? Probablemente sí'. En verdad, lo único que se sabe con certeza sobre Mastropiero es que en el Viernes Santo de 1729, la Catedral de Leipzig fue testigo del estreno de una Pasión según San Mateo que, definitivamente, no le pertenece. 
Tuvo una vida amorosa muy activa. Eso se lo demuestra en el periodo gitano de Mastropiero, con Azucena que posteriormente adoptaría al hijo de la misma, anduvo cortejando a Gundula aun sabiendo que tenía esposo. Conoció a la condesa de Shortshot con quien mantuvo una relación muy duradera. Y escribió una opereta para Elizabeth, quien posteriormente lo dejó por otro. No se conoce su deceso, se dice que murió a manos de su hermano Harold cuando éste descubrió que se hacía pasar por él para frecuentar a Margaret la esposa de Harold, y lo mató a tiros cuando lo sorprendió. El otro rumor es que se suicidó cuando terminó de componer la opereta para Elizabeth. Aunque, se sabe que en 1999 compuso un himno exorcista a pedido de "La orden de Nostradamus", para detener el nacimiento del anticristo. También en el espectáculo “Lutherapia” en la parte final se menciona que fue amante de Satanás, disfrazado de mujer, y aparente padre de Daniel Rabinovich y del anticristo.

### Hechos conocidos del maestro
- Nació un 7 de febrero, aunque no se sabe el año ni el lugar.
- Tuvo un hermano mellizo, Harold, que vivía en Estados Unidos.
- Tuvo una nodriza llamada Teresa Hochzeitmeier.
- De su padre solo se tienen lejanas referencias.
- Tuvo una tía de nombre Matilde.
- Tomó a su servicio a una gitana de nombre Azucena y adoptó a su hijo.
- Reconoció como propio a un hijo de la condesa Shortshot.
- Tuvo una vida amorosa muy intensa.
- Tuvo un mayordomo galés.
- Algunos de sus maestros fueron:
  - El sacerdote de su parroquia.
  - Franz Schutzwarg.
  - Wolfgang Gangwolf
  - Filemón de Sausage.
- Estuvo un tiempo en la corte de Mantua.
- Dirigió el Centro de Altos Estudios Musicales Manuela.
- Realizó diversas investigaciones científicas:
  - Era un apasionado de la investigación histórica.
  - Estudió a fondo la música juglaresca.
  - Investigó la influencia de la música en los animales.
- Trabajó como músico oficial del Gobierno de la República de Banania.
- Compuso música para la campaña electoral del doctor Alberto Ortega.
- Realizó diversos viajes:
  - A los Estados Unidos para componer música para cine.
  - A los Estados Unidos para reconciliarse con su hermano.
  - A la Unión Soviética.
  - A Oriente Medio.
  - A Praga.
  - A Roma.
  - A Banania.
- Vivió un tiempo en Buenos Aires.
- Vivió un tiempo en París.
- Fue acusado de plagio por el compositor Günther Frager.

## Obras compuestas
Entre el amplio repertorio de Mastropiero, se encuentran las siguientes obras:

### Ejecutadas
- La Cantata Laxatón (anteriormente llamada Modatón).
- El madrigal Opus 7 "Té Para Ramona".
- "El Látigo y La Diligencia" (Opus 12), para la película homónima, del director Ralph Cocarda.
- El "Blues Opus 14" también conocido como Rhapsody in Balls o Blues del Fortín.
- Para el matrimonio praguense Rudolf y Gundula von Lichtenkraut, compuso el ciclo de sonatas Opus 17, para latín y piano.
- Las tres canciones levemente obscenas:
- "Si te veo junto al mar" (cuyanito), la "Canción de la cama del olvido", y "El Polen ya se esparce por el aire", Opus 21.
- La cantata Opus 22, Cantata de la Planificación Familiar y sus dos movimientos, "Desconfíe del ciclo natural" y el "Calypso de las Píldoras".
- "Conozca el interior", también llamada "Chacarera del ácido lisérgico" (Opus 24)
- Sobre ritmos autóctonos de la Provincias Unidas del Río de la Plata compuso la "Zamba de la ausencia" (Opus 25)
- El "Quinteto de Vientos" Opus 28, también llamado El Ventilador.
- La canción de cuna Opus 36 "Berceuse", compuesta para una hermosa criatura.
- El ballet en cinco escenas Opus 37 "El Lago Encantado", su único ballet.
- El "Cuarteto Opus 44" dedicado a su tía Matilde.
- La "Epopeya de Edipo de Tebas" (Opus 47).
- El divertimento Opus 48 "Teorema De Thales".
- El scherzo concertante "El alegre cazador que vuelve a su casa con un fuerte dolor acá" (Opus 53).
- El "Concerto Grosso Alla Rustica" (Opus 58).
- La "Candonga de los Colectiveros", híbrido de candombe y milonga (Opus 61 en Sonamos, pese a todo, Opus 28 en Querida Condesa).
- El oratorio para niños Opus 61, "Las Ratas" (conocido como "El Orratorio" u "Orratorio de las Ratas").
- El bolero Opus 62 "Bolero de Mastropiero".
- La Opus 68,3 "Vote a Ortega", música proselitista, a pedido del Doctor Alberto Ortega.
- El noménclator sacro-polifónico "Gloria Hosanna, That's The Question" (Opus 83).
- El "Trío Opus 115" (según Hoffmeister. Según Kreutzer 109. Según Glokenkrantz 117).
- El madrigal "La Bella Y Graciosa Moza Marchose A Lavar La Ropa" encomendado por la duquesa de Lowbridge.
- El madrigal "Amami, Oh! Beatrice", compuesto para una de sus amantes, Beatrice Corsini.
- La "Suite De Los Noticiarios Cinematográficos" a pedido de la Asociación Internacional de Prensa Filmada.
- Para el cineasta Skinny Walrus, compuso la música para la película "El Asesino Misterioso" del director Ralph Smith, "la bestia abominable".
- La música para el documental informativo sobre la Universidad de Wildstone, "Visita a la Universidad De Wildstone".
- Y también para la película western muda "Kathy, La Reina Del Saloon" en el Vieux Royal.
- También compuso la música del episodio "Quién Mató a Tom McCoffee?" de la serie "Deber Imposible", más tarde rebautizada por los críticos "Imposible de Ver"
- El número de hall music "Lazy Daisy" que se estrenó en el cabaret clandestino de su hermano Harold.
- El Ten Step "Pepper Clemens Sent The Messenger; Nevertheless The Reverend Left The Herd" en la fiesta de repudio al doctor Schmerz von Utter.
- La sonata "Para Elisabeth".
- Sobre letra del poeta campestre Harvey Johnson compuso la canción "Sólo Necesitamos".
- La "Serenata Tímida".
- "De cómo la princesa Cunegunda de Rochester se burló de su enamorado Robin de la Parmentiere, en complicidad con su paje (el paje de ella), y de cómo despreció sus instrumentos musicales uno a uno" (La Princesa Caprichosa).
- La cantata que narraba las aventuras de don Rodrigo Díaz de Carreras, la "Cantata Del Adelantado Don Rodrigo Díaz De Carreras, De Sus Hazañas En Tierra De Indias, De Los Singulares Acontecimientos En Que Se Vio Envuelto Y De Cómo Se Desenvolvió", cuya vida leyó en la biblioteca de la Marquesa de Quintanillas.
- A pedido, compuso la música de las tres versiones de "El Beso de Ariadna"
- La opereta Rusa, "El Zar Y Un Puñado De Aristócratas Rusos Huyen De La Persecución De Los Revolucionarios En Un Precario Trineo, Desafiando El Viento, La Nieve Y El Acecho De Los Lobos" bajo el seudónimo de Klaus Müller.
- La opereta medieval "El Cruzado, el Arcángel y la Harpía"
- La ópera "Las bodas del Rey Pólipo"
- La ópera "Don Juan De Mastropiero", que siempre atraía a la mala suerte.
- La ópera "La Hija De Escipión"
- La ópera "Il Sitio De Castilla", con música de Johann Sebastian y Azuceno Mastropiero, libro de Portimiglia, Cildáñez, Camiluzzi, Caldocane, Ospedalicchio y Lazzaretti.
- La ópera "Cardoso en Gulevandia", escrita casi en su totalidad en gulevache, idioma extinto.
- La cantata "Los Milagros de San Dádivo".
- El "Coro de los patriotas Siracusanos", compuesta sobre la base de un poema que cayó en sus manos atribuido a Arquímedes de Siracusa.
- "El Romance del Joven Conde, La Sirena, El Pájaro Cucú. Y La Oveja", inspirada en la hacienda de su amigo Gustav Schafdörfer.
- En la República de Banania, bajo el gobierno del general Eutanasio Rodríguez "El Protectorísimo", compuso "la canción de homenaje a Eutanasio" en un acto con la presencia del mismo.
- El pas de merengue "El Negro quiere bailar".
- El bolérolo "Perdónala", plagiando un pasaje de la tercera sinfonía de Günther Fragher.
- La "bolera" "Ya no te amo, Raúl", compuesta por encargo de la cancionista Guadalupe Luján.
- Para el centro estatal de asistencia al suicida compuso "La vida es hermosa".
- La obra sanitaria "Loas al cuarto de baño".
- "Gloria de Mastropiero", un tango que fue traducido al latín a las apuradas.
- El cuento sinfónico "Teresa y El Oso"
- La canción rusa "Oi Gadóñaya", dedicada a una barrendera capataz rusa llamada Natasha Frotalascova.
- Para el día de la boda del Jeque Nomemojes compuso la "Serenata Medio Oriental"
- La balada "A La Playa Con Mariana", compuesta a pedido de su amante y protectora, la duquesa Sofía Von Stauben.
- La cumbia epistemológica "Dilema de amor".
- El vals criollo "Aria Agraria".
- La obra "Valdemar y el Hechicero".
- La música para exorcítara de "El día del final", a pedido de la orden de Nostradamus para evitar la llegada del anticristo a la tierra.

### Nunca ejecutadas
- La ópera "El suplicio de sor Angélica", que lleva la misma música que "La cortesana de Lamermour".
- La ópera "Non voglio mangiare: no, no e no!" (Capricho Italiano)
- El ballet "Las Sílfides, y como prevenirla".
- La serie de sinfonías: "La Patética", "La Improvisada", "La Imperfecta", "El Mamarracho" y "La Asquerosa".
- Su sinfonía número tres: "La Fogosa", la número quince: "La Reflexiva", la número dieciséis: "La Inconclusa" y la número diecisiete, en Fa mayor, "La Impotente".
- La ópera "Sión y el judío errante".
- El himno para la convención de admiradores del Doctor Miles Flannagan, distinguido dentista de Nebraska.
- La música de las series televisivas "Hospital de Urgencias", "Masacre" y "Escuadrón Canino".
- La canción infantil "El conejito inocente", cuya versión censurada decía: "Había una vez... y comieron perdices" y la canción "Viva la Libertad", compuesta sobre versos de un poeta. Lamentablemente, no se conservó el nombre del poeta ni el poeta".
- Las sonatas que Mastropiero le dedicó a Beatrice Corsini: "La Apasionata", "La Romántica", "La Risueña", y "La Gorda".
- La "Sonata en Mi bemol".
- "Concierto para mano izquierda" (para violín), el aria de Barítono "Soy la reina de la noche" y la Obertura Supra Heroica Opus 78.
- Las canciones de amor "No te olvido Cristina" y "Fuiste la única Elisa".
- La canción "La Excursión de los amigos".

## Supuesto plagio de Mastropiero a Günther Fragher (personaje ficticio)
El grupo músico-humorista argentino Les Luthiers inventó esta trama ficticia en la vida de Johann Sebastian Mastropiero, donde se indica que Mastropiero había plagiado una de las obras de Günther Frager (personaje ficticio).

### Historia del plagio a Günther Frager
Günther Fragher es un personaje ficticio creado por el grupo cómico musical argentino Les Luthiers.
Una de las obras de dicho grupo es el "bolérolo" Perdónala (fuera de programa en el espectáculo Bromato de Armonio - 1996) En la introducción de dicha obra, Mundstock revela que Mastropiero fue acusado de plagio por otro músico llamado Günther Fragher, precisamente por haber copiado el mencionado bolero: «Luego de escuchar el bolero Perdónala, el gran compositor Günther Fragher le escribió indignado a Mastropiero acusándolo de haber plagiado un pasaje de su tercera sinfonía. Frente a esta acusación Mastropiero escribe una carta al compositor respondiéndole:

"Usted me ofende. Justamente a mí, que siempre digo que el artista que se apodera de la idea de otro enturbia las aguas del manantial del espíritu."
Famosa frase de Günther Fragher.

Este caso y otros similares que nos muestran a Mastropiero plagiando al compositor Günther Frager aparecen en la propia autobiografía de Mastropiero. Según Mundstock su autobiografía es una copia textual de Las memorias de Günther Frager, incluido el capítulo «Mastropiero es un miserable». También por el título de la obra: «Mi nombre es Mastropiero, como que me llamo Günther».
El personaje de Günther Frager también es mencionado en una de las escenas del diván protagonizadas por Daniel Rabinovich y Marcos Mundstock en la obra Lutherapia (2008), donde reafirman la condición de plagiador de Mastropiero.